# 胎児が密猟する時
『胎児が密猟する時』（たいじがみつりょうするとき）は、1966年（昭和41年）に公開された日本映画である。監督は若松孝二。

## 概要
1人の女優、1人の男優しか登場しない密室映画である。
脚本・音楽・ナレーションにクレジットされる「大谷義明」は、若松プロダクションにおける複数の人物の共同名義であるが、本作については、すべて、本作のチーフ助監督を務めた足立正生である。本作は、公開の翌年、1967年（昭和42年）12月にベルギーで行われたクノッケ実験映画祭に出品された。
2006年（平成18年）、紀伊國屋書店が同作のDVDビデオグラムを発売した。2007年（平成19年）10月3日には、ゾートロープ・フィルムが配給してフランスで公開された。

## あらすじ
雨の夜、百貨店の専務丸木戸定男は店員のゆかを連れて自分のマンションへ入る。部屋で二人は体を重ねるが、その後丸木戸は豹変する。ゆかを監禁し拷問を加え自分だけの女、自分だけの飼い犬になるよう調教を始める。ゆかはかつて丸木戸のもとを去った妻に瓜二つだったのだ･･･。

## キャスト
- 志摩みはる - 江守ゆか
- 山谷初男 - 丸木戸定男
- 大谷義明 - ナレーション

## スタッフ
- 製作・企画・監督 : 若松孝二
- 脚本・音楽 : 大谷義明
- 撮影 : 伊東英男
- 照明 : 磯貝一
- 美術 : 加藤衛
- 編集 : 宮田二三夫
- 記録 : 栗田邦夫
- スチール : 小泉嘉正
- 効果 : 福島幸雄
- 助監督 : 足立正生
- 撮影助手 : 倉田宏、沖田健
- 照明助手 : 高山清治、末吉忠二
- 製作主任 : 宍倉源司
- 製作進行 : 今井洋
- 録音・現像 : 目黒スタジオ

## 制作
売値を250万円以内にするために、スタッフは監督１名、助監督２名、撮影１名、助手１名、照明２名の計７名。撮影期間は８日間だが密室部分は５日間。密室劇のため、スタッフも渋谷の若松プロの事務所に泊まり込んで撮影をした。アフレコが１日、音楽１日、ダビング１日で完成させた。